# DeWolff
 (mars 2019).
Si vous disposez d'ouvrages ou d'articles de référence ou si vous connaissez des sites web de qualité traitant du thème abordé ici, merci de compléter l'article en donnant les références utiles à sa vérifiabilité et en les liant à la section « Notes et références ».
DeWolff est un groupe de rock psychédélique de la province néerlandaise du Limbourg.  
Il a été fondé à Geleen en 2007 et se compose de Pablo van de Poel, de son frère Luka van de Poel et de Robin Piso. 

## Histoire
DeWolff a remporté le premier prix de la finale nationale de Kunstbende en 2008. C'est le premier groupe de l'histoire de cet événement où le jury n'a fait aucune critique. Après que Ron Engelen (REMusic Records) les a découverts, ils signent un contrat d'enregistrement en août 2008. Entre-temps, ils effectuent de nombreuses performances live au Paradiso d'Amsterdam. En 2010, ils donnent leurs premiers concerts à l'étranger, notamment en Belgique et en Allemagne. L'année 2011 est celle où de nombreuses scènes internationales se sont intéressées à DeWolff, notamment la France (Nancy, Rouen), la Hongrie (Sziget, Budapest) et l'Italie (Live Rock Festival, Sienne). Suivies en 2012 par plusieurs performances en France, en Autriche, en Suisse, en Italie, en Allemagne et en Pologne. En novembre 2011, DeWolff signe un contrat d'enregistrement avec la maison de disques GoSet Music, qui publie le single Do Not You Go Up The Sky et l'album Orchards / Lupin en Australie et en Nouvelle-Zélande. Le 8 mai 2012, cet album est sorti en Italie par la maison de disques OTRLive / Universal. 
DeWolff a publié un EP et huit albums studio, ainsi que 4 albums live. Ils sont tous également édités en vinyle. L’EP vinyle contient des chansons en live sur la face B. À la fin de l'année 2011, le documentaire sur la tournée de DeWolff a été diffusé à la télévision néerlandaise. En décembre 2011 sort le live Letter God (avec toutes les paroles des supports sonores publiés), y compris les CD et DVD Live at Lowlands. Il est désormais en vente dans toutes les bonnes librairies et les magasins de disques. 
Après plusieurs mois passés en studio, l'album DeWolff IV est sorti le 8 juin 2012. La face B de cet album peut être vue comme un « opéra » de cinq chansons enregistrées qui s'enchaînent. Pour promouvoir DeWolff IV, des concerts ont été donnés dans les plus grands clubs et festivals néerlandais. Sur le plan international, ils sont sur les principales scènes du Festival de la vague d'Arezzo[Quoi ?] (Italie) et du Zappanale Festival, de Bad Doberan (Allemagne), ainsi que des spectacles en Australie, en Italie, en Belgique, en Allemagne, en Autriche, en Suisse et en Russie. 
Leur album suivant, Grand Southern Electric, est sorti le 2 mai 2014 et a été enregistré en Amérique[évasif]. Depuis 2015, DeWolff a son propre label appelé Electrosaurus Records, dont le premier disque est un double album live intitulé Live & Outta Sight. Par la suite, le 5 février 2016, l'album Roux-Ga-Roux est sorti dans le studio 100 % analogique de DeWolff, Electrosaurus Southern Sound Studio. Cet album est entièrement produit, enregistré et mixé par DeWolff lui-même. 
Le septième album, Thrust, a été lancé le 4 mai 2018. L'album contient 11 chansons. Le 11 février 2019, DeWolff a remporté un Edison dans la catégorie « meilleur album rock »[réf. nécessaire]. 
En 2019, le groupe apparaît avec, entre autres, Tim Knol, Stefan Wolfs, Merel Sophie, Coal Harbour et David Gram dans le projet Next Of Kin du groupe Dawn Brothers (de Rotterdam). 
Il sort en 2020 son huitième album Tascam Tapes, en majorité composé et enregistré pendant la tournée « Thrust » et réalisé avec des moyens minimalistes. 
En septembre de la même année, pendant la crise épidémique de la Covid-19, le groupe donne quatre concerts au Théâtre royal Carré d'Amsterdam accompagné par le Metropole Orkest (en) d'Amsterdam. Il en résultera en décembre un double album live pressé à cinq cents exemplaires.

## Discographie

### Albums
| Albums                                   | Date de sortie          | Commentaires                                             | |
| ---------------------------------------- | ----------------------- | -------------------------------------------------------- | --- |
| DeWolff                                  | 2008                    | ep                                                       | |
| Strange Fruits and Undiscovered Plants   | 2009                    |                                                          | |
| Orchards/Lupine                          | 2011                    |                                                          | |
| Letter God - A Few Words On Ssychedelica | 2011                    | Texte et livre photo avec CD / DVD live de Lowlands 2011 | |
| DeWolff IV                               | 2012                    |                                                          | |
| Grand Southern Electric                  | 2014                    |                                                          | |
| Live & Outta Sight                       | 2015                    | album live                                               | |
| Roux-Ga-Rroux                            | 2016                    |                                                          | |
| Thrust                                   | 2018                    |                                                          | |
| Live & Outta Sight II                    | 2019                    | album live                                               | |
| Tascam Tapes                             | 2020                    |                                                          | |
| Live at Royal Theatre Carré Amsterdam    | 2020                    | Album live avec le Metropole Orkest d'Amsterdam          | |
| Wolffpack                                | 2021                    |                                                          | \| Track number \| Title \| \| ------------ \| ----------------------- \| \| 1. \| Yes You Do \| \| 2. \| Treasure City Moonchild \| \| 3. \| Do Me \| \| 4. \| Sweet Loretta \| \| 5. \| Half of Your Love \| \| 6. \| Lady J \| \| 7. \| Roll Up The Rise \| \| 8. \| Bona Fide \| \| 9. \| R U My Savior? \| \| 10. \| Hope Train \| Réalisé le 5 février 2021 |
| Track number                             | Title                   |                                                          | |
| 1.                                       | Yes You Do              |                                                          | |
| 2.                                       | Treasure City Moonchild |                                                          | |
| 3.                                       | Do Me                   |                                                          | |
| 4.                                       | Sweet Loretta           |                                                          | |
| 5.                                       | Half of Your Love       |                                                          | |
| 6.                                       | Lady J                  |                                                          | |
| 7.                                       | Roll Up The Rise        |                                                          | |
| 8.                                       | Bona Fide               |                                                          | |
| 9.                                       | R U My Savior?          |                                                          | |
| 10.                                      | Hope Train              |                                                          | |

### Singles
- 2008 : Gold and Seaweed
- 2009 : Fishing Night at Noon
- 2009 : Crystal Mind
- 2010 : Wicked Moon
- 2010 : Don't You Go Up The Sky
- 2011 : Pick Your Bones Out Of The Water
- 2011 : Evil and the Midnight Sun
- 2012 : Voodoo Mademoiselle
- 2012 : Crumbling Heart
- 2014 : Evil Mothergrabber
- 2016 : Sugar Moon
- 2016 : Love Dimension
- 2016 : Dog Food
- 2016 : Laef Hard
- 2016 : Outta Step & Ill At Ease
- 2017 : Deceit and Woo
- 2018 : California Burning